# 미토 슌스케
미토 슌스케(일본어: 三戸 舜介, 2002년 9월 28일~)는 일본의 축구 선수이다.

## 구단 경력
2021년 J1리그의 알비렉스 니가타에 입단하였다. 2022년 J2리그 우승으로 J1리그로 승격하였다. 2024년 스파르타 로테르담로 이적했다.

## 국가대표팀 경력
그는 2019년 FIFA U-17 월드컵에 참가할 일본 U-17 국가대표팀에 발탁되었으며, 3경기에 출전했다.
2022년 AFC U-23 아시안컵에 참가할 일본 U-23 국가대표팀에 발탁되었다. 2024년 하계 올림픽에도 출전했다. 4경기에 출전, 2득점을 넣어서, 8강 진출에 기여했다.
2025년 FIFA 월드컵 예선에 참가할 일본 국가대표팀에 발탁되었으며, 6월 10일 인도네시아와의 경기에서 데뷔했다.